# Новоипатово (Свердловская область)
Новоипа́тово — село в Сысертском районе Свердловской области России. Входит в Сысертский муниципальный округ.
Ранее входило в состав Никольского сельсовета Сысертского района.

## Географическое положение
Село Новоипатово расположено в лесной местности, в среднем течении реки Боёвки (правого притока реки Багаряк), в 26 километрах (по автотрассе в 42 километрах) к юго-юго-востоку от города Сысерти. Южнее села проходит граница Свердловской и Челябинской областей. Приблизительно в 12 километрах к западу от села проходит автомагистраль федерального значения Екатеринбург — Челябинск.

## Население
| 2002 | 2010 | 2021 |
| ---- | ---- | ---- |
| 685  | ↘607 | ↘485 |

Структура
По данным Всероссийской переписи населения 2002 года, русские составляли 87 % от общего числа сельчан, башкиры — 8 %. По данным переписи населения 2010 года, в селе проживали 311 мужчин и 296 женщин.

## Инфраструктура
В селе есть православный храм Архангела Михаила, клуб с библиотекой, средняя школа, школьный музей, детский сад, фельдшерско-акушерский пункт, почтовое отделение и несколько магазинов.
До села можно добраться на автобусе из Екатеринбурга и Сысерти.

### Промышленность
ООО агрозавод «Новоипатовский».

## Достопримечательности
- Главная достопримечательность деревни — старая полуразрушенная церковь «Архангела Михаила», которая сейчас восстанавливается. Храм был заложен 9 марта 1862 года, освящён 6 ноября 1869. Уникальность этого сооружения в том, что оно не имеет фундамента, а стоит на скальном выходе. В России сохранилось 4 таких церкви. Службы были прекращены в 30-е годы, возобновлены в сентябре 2006[источник не указан 3121 день].
- После отмены крепостного права в 1861 году на площади села Новоипатово был установлен памятный знак царю-освободителю Александру II. После 1917 года мраморный его убрали. В 2006 года памятник был восстановлен[источник не указан 3121 день].
- В 2009 году была восстановлена плотина. Эту плотину отстроили сами жители села Новоипатово. После этого в воду запустили карпа, но рыбалка на данный момент запрещена[источник не указан 3121 день].